# Крила (спецпідрозділ)
«Крила» — підрозділ спеціального призначення Головного управління розвідки Міністерства оборони України, який спеціалізується на використанні FPV та інших типах БПЛА.

## Історія
20 січня 2023 року спецпідрозділ «Крила» анонсував створення власної флотилії FPV-дронів,  закупити 1000 одиниць БПЛА. Проект реалізується спільно з благодійним фондом «Старлайф-Благодійність», який від початку повномасштабного вторгнення допомагав різним підрозділам ГУР МО і залишається їхнім надійним партнером.